# Hoy (República Dominicana)
Hoy es un periódico de circulación nacional en la República Dominicana, fue fundado el 11 de agosto de 1981 por Miguel Franjul para la Editora Hoy C. por A. Hoy tiene como principal accionista al empresario José Luis Corripio Estrada (Pepín) y bajo la dirección del periodista Virgilio Alcántara, quien hasta ese momento dirigía el diario vespertino Última Hora.
El periódico Hoy es uno de los más importantes del país por ser el segundo periódico más vendido a nivel nacional, logrando en sus más de 30 años posicionarse como medio serio, de línea editorial profunda y equilibrada. Su actual director, Bienvenido Álvarez Vega , es un veterano periodista, y cuenta con un equipo de ejecutivos y editores que son de reconocida formación y calidad profesional.
Hoy fue un innovador no solo con el uso del color y la creación de un equipo de periodistas investigadores, sino que por primera vez utilizó el recurso de las encuestas de opinión y políticas como productos noticiosas de gran demanda.
Su cifra de ventas supera los 140 000 ejemplares diarios a nivel nacional.